# Call of Duty (seria)
Call of Duty – seria gier komputerowych z gatunku strzelanek pierwszoosobowych o tematyce wojennej, których głównym wydawcą jest amerykańskie przedsiębiorstwo Activision. Początkowo poszczególne gry z serii były skoncentrowane na tematyce II wojny światowej, natomiast od 2007 roku osadzone są w realiach współczesnych. Seria Call of Duty została doceniona przez krytyków i graczy, odnosząc sukces komercyjny, wynoszący do listopada 2011 roku ponad 100 milionów sprzedanych egzemplarzy; w styczniu 2012 roku 40 milionów graczy używało gier z serii do rozgrywki wieloosobowej. Powodzenie serii pociągnęło ze sobą między innymi wydanie komiksu oraz gry karcianej.
Seria Call of Duty opiera się na pomyśle, wedle którego gracz bierze udział w różnorodnych konfliktach, w których nigdy nie walczy sam – w rozgrywce jednoosobowej towarzyszą mu sojusznicy sterowani przez komputer. Od wydania gry Call of Duty 4: Modern Warfare popularność zdobywa również gra wieloosobowa poprzez Internet, umożliwiająca graczom doskonalenie swego sprzętu wojskowego i umiejętności poprzez eliminację przeciwników. Cechą charakterystyczną gier z serii jest widowiskowa, dynamiczna akcja.

## Historia

### Call of Duty
Call of Duty wywodzi się z nowoczesnej w swoim czasie produkcji Medal of Honor: Allied Assault, stworzonej w 2002 roku przez amerykańskie studio 2015, Inc. Konflikt pracowników studia z wydającym Allied Assault przedsiębiorstwem Electronic Arts spowodował, że opuścili oni 2015, Inc. i założyli nowe studio pod nazwą Infinity Ward. W porozumieniu z Activision zdecydowali się na produkcję gry, która konkurowałaby z serią gier Medal of Honor, podejmujących tematykę II wojny światowej. Wiosną 2003 roku ogłoszone zostały prace nad Call of Duty. Ukazała się ona w październiku 2003 roku, przedstawiając II wojnę światową z perspektywy trzech żołnierzy: amerykańskiego, brytyjskiego i radzieckiego. Dzięki dbałości o szczegółowe odwzorowanie realiów wojny oraz sugestywnemu ukazaniu jej koszmaru Call of Duty została pozytywnie przyjęta zarówno przez krytyków, jak i przez graczy, zdobywając pierwszą w historii nagrodę BAFTA dla gry roku. Activision od początku planowało stworzenie nośnej serii, stąd na fali sukcesu pierwowzoru w 2004 roku ukazały się dodatek Call of Duty: United Offensive (producent – Gray Matter Interactive) oraz przeznaczona na konsole gra Call of Duty: Finest Hour (producent – Spark Unlimited).
W 2005 roku Infinity Ward ukończyło kontynuację Call of Duty. Powstała na bazie autorskiego silnika Call of Duty 2 stanowiła krok naprzód w stosunku do pierwowzoru dzięki nowocześniejszej oprawie graficznej oraz bardziej wiarygodnemu oddaniu klimatu II wojny światowej. Wprowadzenie systemu automatycznej regeneracji zdrowia, użytego wcześniej w grze Halo 2, spowodowało, że stał się on standardem obowiązującym nowoczesne gry z gatunku first-person shooter. Tymczasem Activision dokonało zmian produkcyjnych; pracujące przy United Offensive studio Gray Matter Interactive zostało przekształcone w Treyarch, mające produkować konsolowe części serii. Efektem tego było przeznaczone wyłącznie na konsole dzieło Call of Duty 2: Big Red One, przedstawiające wojnę z punktu widzenia żołnierzy amerykańskiej 1. Dywizji Piechoty. Mimo niskiej sprzedaży Big Red One, ze względu na przychylne recenzje krytyków, zapewniła studiu Treyarch stałą pracę przy serii. W 2006 roku jego pracownicy poszli za ciosem, tworząc kolejną część serii, Call of Duty 3, skoncentrowaną głównie na operacji Overlord. Mimo przychylnych recenzji nie stanowiła ona jednak szczególnej nowości w ramach serii, a Activision rozważało jej zamknięcie, wydając jeszcze w 2007 roku konsolową grę Call of Duty: Roads to Victory (producent – Amaze Entertainment), będącą specjalną edycją Call of Duty 3.

### Modern WarfareiBlack Ops
Tymczasem Infinity Ward pracowało nad własną, trzecią autorską częścią Call of Duty. Wbrew planom Activision pracownicy tego studia zdecydowali się przenieść akcję serii w czasy współczesne. To brawurowe posunięcie okazało się trafne: wydana w 2007 roku Call of Duty 4: Modern Warfare, ukazująca walkę sił amerykańsko-brytyjskich z terrorystami, odniosła wielki sukces komercyjny (sprzedano 13 milionów jej egzemplarzy), na dobre pogrążając serię Medal of Honor i jednocześnie skutecznie rywalizując z inną serią Electronic Arts pod nazwą Battlefield. Wielką popularność wśród graczy Modern Warfare zawdzięczała głównie rozbudowanemu trybowi gry wieloosobowej; krytycy również ją docenili, przyznając jej cztery nagrody AIAS, w tym dla gry roku. Odpowiedzią ze strony Treyarch była wydana w 2008 roku Call of Duty: World at War, powracająca do tematyki II wojny światowej. Nowością w ramach serii było uwzględnienie wojny na Pacyfiku (poprzednie części były umiejscowione fabularnie w Europie i Afryce Północnej). World at War nie wnosiła jednak powiewu świeżości ani do gatunku, ani do serii; największą popularność wśród graczy zdobył zresztą tryb Nazi Zombies, w którym należało walczyć z żołnierzami zombie i starać się jak najdłużej przeżyć. World at War została sprzedana w liczbie 11 milionów egzemplarzy, doczekała się też specjalnych edycji Final Fronts (producent – Amaze Entertainment) oraz Zombies (producent – Ideaworks Game Studio).
W 2009 roku Infinity Ward wyprodukowało kontynuację Modern Warfare pod nazwą Call of Duty: Modern Warfare 2, w której rosyjscy nacjonaliści wypowiadają wojnę Stanom Zjednoczonym; jej mobilna wersja Call of Duty: Modern Warfare: Mobilized (producent – n-Space) ukazała się w tym samym roku. Mimo kontrowersyjnej otoczki Modern Warfare 2 została doceniona przez graczy. Kolejny pobity rekord sprzedaży – ponad 20 milionów kopii – szedł jednak w parze ze skandalem branżowym, jaki został ujawniony w 2010 roku w związku z rozwiązaniem przez wielu pracowników Infinity Ward umowy z Activision. Tym samym głównym producentem serii stało się studio Treyarch, które przystąpiło do tworzenia osadzonego w czasach zimnej wojny dzieła Call of Duty: Black Ops. Przyniosło ono wydawcy jeszcze większe zyski niż Modern Warfare 2 – w ciągu sześciu tygodni od wydania Activision zarobiło ponad miliard dolarów ze sprzedaży Black Ops.
W 2011 roku zrekonstruowane studio Infinity Ward wraz z bardziej lojalną wobec Activision, świeżo założoną spółką Sledgehammer Games, stworzyło ostatnie dzieło trylogii Modern Warfare. Zamykająca jej wszystkie wątki gra Call of Duty: Modern Warfare 3 została pozytywnie przyjęta przez krytyków, przynosząc wydawcy przychód o wartości ponad miliarda dolarów już w 16 dni, jednak widoczny był już spadek sprzedaży w stosunku do Black Ops. Oparta na hipotetycznym konflikcie między Stanami Zjednoczonymi i Chinami gra Call of Duty: Black Ops 2 autorstwa Treyarch, wydana w 2012 roku notowała już poważne spadki sprzedaży w porównaniu z poprzednim Black Ops. W 2012 roku ukazała się również gra mobilna Call of Duty: Black Ops Declassified (producent – Nihilistic Software).

### Lista gier serii
| Tytuł                                              | Data wydania         | Producent                         | Platforma                                                         |
| -------------------------------------------------- | -------------------- | --------------------------------- | ----------------------------------------------------------------- |
| Call of Duty                                       | 29 października 2003 | Infinity Ward                     | Windows, Xbox 360, PlayStation 3, N-Gage                          |
| Call of Duty: United Offensive                     | 14 września 2004     | Gray Matter Interactive           | Windows                                                           |
| Call of Duty: Finest Hour                          | 16 listopada 2004    | Spark Unlimited                   | PlayStation 2, Xbox, GameCube                                     |
| Call of Duty 2                                     | 25 października 2005 | Infinity Ward                     | Windows, Xbox 360                                                 |
| Call of Duty 2: Big Red One                        | 1 listopada 2005     | Treyarch                          | PlayStation 2, GameCube, Xbox                                     |
| Call of Duty 3                                     | 7 listopada 2006     | Treyarch                          | Xbox 360, PlayStation 3, Xbox, PlayStation 2, Wii                 |
| Call of Duty: Roads to Victory                     | 13 marca 2007        | Amaze Entertainment               | PlayStation Portable                                              |
| Call of Duty 4: Modern Warfare                     | 5 listopada 2007     | Infinity Ward                     | Windows, Xbox 360, PlayStation 3, Wii, Nintendo DS                |
| Call of Duty: World at War                         | 11 listopada 2008    | Treyarch                          | Windows, PlayStation 3, Xbox 360, Wii, PlayStation 2, Nintendo DS |
| Call of Duty: Modern Warfare 2                     | 10 listopada 2009    | Infinity Ward                     | Windows, PlayStation 3, Xbox 360, Nintendo DS                     |
| Call of Duty: Black Ops                            | 9 listopada 2010     | Treyarch                          | Windows, macOS, Xbox 360, PlayStation 3, Wii, Nintendo DS         |
| Call of Duty: Modern Warfare 3                     | 8 listopada 2011     | Infinity Ward, Sledgehammer Games | Windows, Xbox 360, PlayStation 3, Wii, Nintendo DS                |
| Call of Duty: Black Ops II                         | 13 listopada 2012    | Treyarch                          | Windows, Xbox 360, PlayStation 3, Wii U.                          |
| Call of Duty: Black Ops Declassified               | 13 listopada 2012    | Nihlistic                         | PlayStation Vita.                                                 |
| Call of Duty: Ghosts                               | 5 listopada 2013     | Infinity Ward                     | Windows, Xbox 360, PlayStation 3, PlayStation 4, Xbox One, Wii U  |
| Call of Duty: Advanced Warfare                     | 4 listopada 2014     | Sledgehammer Games                | Windows, Xbox 360, PlayStation 3, PlayStation 4, Xbox One         |
| Call of Duty: Black Ops III                        | 6 listopada 2015     | Treyarch                          | Windows, Xbox 360, PlayStation 3, PlayStation 4, Xbox One         |
| Call of Duty: Infinite Warfare                     | 4 listopada 2016     | Infinity Ward                     | Windows, PlayStation 4, Xbox One                                  |
| Call of Duty: Modern Warfare Remastered            | 4 listopada 2016     | Infinity Ward, Raven Software     | Windows, PlayStation 4, Xbox One                                  |
| Call of Duty: WWII                                 | 3 listopada 2017     | Sledgehammer Games                | Windows, PlayStation 4, Xbox One                                  |
| Call of Duty: Black Ops 4                          | 12 października 2018 | Treyarch                          | Windows, PlayStation 4, Xbox One                                  |
| Call of Duty: Modern Warfare                       | 25 października 2019 | Infinity Ward                     | Windows, PlayStation 4, Xbox One                                  |
| Call of Duty: Warzone                              | 10 marca 2020        | Infinity Ward, Raven Software     | Windows, PlayStation 4, PlayStation 5, Xbox One, Xbox Series X/S  |
| Call of Duty: Modern Warfare 2 Campaign Remastered | 31 marca 2020        | Infinity Ward                     | Windows, PlayStation 4, Xbox One                                  |
| Call of Duty: Black Ops Cold War                   | 13 listopada 2020    | Treyarch, Raven Software          | Windows, PlayStation 4, PlayStation 5, Xbox One, Xbox Series X/S  |
| Call of Duty: Vanguard                             | 5 listopada 2021     | Sledgehammer Games                | Windows, PlayStation 4, PlayStation 5, Xbox One, Xbox Series X/S  |
| Call of Duty: Modern Warfare II                    | 28 października 2022 | Infinity Ward                     | Windows, PlayStation 4, PlayStation 5, Xbox One, Xbox Series X/S  |
| Call of Duty: Modern Warfare III                   | 10 listopada 2023    | Sledgehammer Games                | Windows, PlayStation 4, PlayStation 5, Xbox One, Xbox Series X/S  |
| Call of Duty: Black Ops 6                          | 25 października 2024 | Treyarch, Raven Software          | Windows, PlayStation 4, PlayStation 5, Xbox One, Xbox Series X/S  |

## Charakterystyka serii
Seria Call of Duty od początku wyróżniała się dwoma cechami. Zgodnie z występującym w pierwowzorze sloganem reklamowym „No one fights alone” gracz nie walczy sam podczas działań wojennych, ale współpracuje z komputerowymi sojusznikami. Element ten jest wspólny dla całej serii, podobnie jak brak spójnej narracji – w danej grze gracz wciela się w wielu bohaterów, bez budowania ich poszczególnych charakterystyk. Akcja serii opiera się głównie na z góry ustalonych skryptach, więc gracz nie ma szczególnej kontroli nad wydarzeniami; rekompensatę stanowi widowiskowy sposób prowadzenia akcji przez twórców.
Nad produkcją serii pracują różne studia, spośród nich jednak najważniejszą rolę odgrywają Infinity Ward i Treyarch, którym Activision daje wolną rękę w interpretacji serii. To pierwsze studio spowodowało przeniesienie realiów Call of Duty z II wojny światowej do czasów współczesnych, natomiast to drugie zainicjowało osadzenie akcji w hipotetycznej przyszłości (w grze Black Ops 2). Obaj producenci wytworzyli nawet drugoplanowych bohaterów charakterystycznych dla tworzonych przez siebie gier.
Postacią występującą we wszystkich (poza Call of Duty: Ghosts, serią Black Ops, Advanced Warfare, Infinite Warfare oraz WWII) częściach serii tworzonych przez Infinity Ward jest kapitan Price, który stał się sławny za sprawą podserii Modern Warfare; na jego wzór Treyarch wprowadziło w World at War postać rosyjskiego żołnierza Wiktora Reznowa, który pojawił się w World at War i obu częściach Black Ops.